# Leucoaraïose
 (septembre 2012).
 Mise en garde médicale
La leucoaraïose ou leucaraïose (LA) est une leucoencéphalopathie, une maladie du système nerveux central provoquée par des altérations vasculaires (microangiosclérose) avec épaississement fibrohyalin, au niveau de la substance blanche du cerveau. Ces altérations, principalement localisées dans l'espace périventriculaire, se présentent généralement sous la forme de modifications multifocales ou diffuses de tailles variables.
Ce terme vient du grec leukos : « blanc » et araios : « raréfaction ».
Attention, ce diagnostic est souvent posé sur la base d'IRM alors qu'il s'agit de patients asymptomatiques.
Décrite par Vladimir Hachinski en 1987, c'est une maladie fréquente dont les formes sévères sont connues sous la dénomination de « démence vasculaire sous-corticale ».

## Physiopathologie
La physiopathologie de la leucoaraïose est imparfaitement comprise mais la maladie résulterait d'ischémies conduisant à une hypoxie, de microhémorragies, gliose, lésions des parois des petits vaisseaux sanguins, failles dans la barrière entre liquide cérébrospinal et cerveau, perte ou déformation de la gaine de myéline. Les affections des petits vaisseaux dans la substance blanche sous-corticale peuvent être dues à une hypertension chronique entrainant une lipohyalinose (en) des petits vaisseaux,.
La vulnérabilité particulière de la substance blanche périventriculaire aux ischémies serait liée au schéma de vascularisation qui la situe sur une sorte de « ligne de partage des eaux » plus vulnérable aux atteintes — systémiques ou localisées — affectant le débit sanguin.

## Premiers signes
La maladie s'installe plus ou moins brutalement chez un sujet de plus de 65 ans qui se plaint de céphalées répétées et qui présente des troubles cognitifs de plus en plus marqués (perte de mémoire, difficulté à accomplir des tâches et des raisonnements complexes, apraxie à la marche) sans trouble sensitif. Des troubles de l'humeur (dépression) et un désintérêt pour ce qui l'entoure apparaissent peu à peu.
La maladie apparaît souvent chez un sujet hypertendu ou au décours d'un accident cardiovasculaire (maladie athéromateuse, angine de poitrine…).

## Examen radiologique
L'imagerie par résonance magnétique (IRM) en phase T2, et la tomodensitométrie (scanner) montrent la présence de lésions de la substance blanche, disséminées dans le cerveau ; ces images, sous forme d'un hypersignal, témoignent de lésions vasculaires. L'évolution de ces lésions peut aboutir à donner une image de « cerveau en gruyère ».

## Évolution
La maladie évolue progressivement vers une dégradation des fonctions intellectuelles (il était autrefois question d'état de « démence sénile »).
Sa physiopathologie diffère légèrement de celle de la maladie de Binswanger (décrite par Otto Binswanger) et il ne faut pas la confondre avec la maladie d'Alzheimer, mais elle peut être associée à cette dernière.
La gravité des lésions s'évalue par le score de Fazekas, qui évalue les altérations périventriculaires et profondes de la substance blanche en fonction de leur ampleur, en distinguant les anomalies focales ou ponctuées et leur confluence.
Selon une étude, une leucoaraïose avancée à sévère serait un marqueur du risque de récidive d'accident vasculaire cérébral (ischémique comme hémorragique). En particulier, chez les patients anticoagulés pour fibrillation atriale, l'hypersignal de la substance blanche (HSB) serait associé à un risque accru de récidive d'AVC ischémique, d'hémorragie intracérébrale ou de décès. Inversement, l'HSB pourrait prédire une fibrillation atriale chez les patients ayant subi un accident vasculaire cérébral embolique d'origine inconnue. 

## Épidémiologie
La démence vasculaire sous-corticale est la deuxième cause la plus fréquente des démences en Europe et en Amérique du Nord.
Elle représente 50 % des démences au Japon et 20 % à 40 % en Europe pour seulement 15 % en Amérique latine.